# Felmeddelande

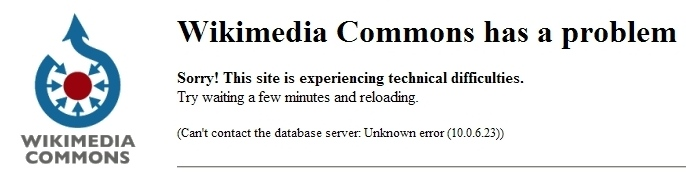
Ett felmeddelande på Wikimedia Commons.

Ett felmeddelande är en varning om att något är fel. Felmeddelanden visas ofta som dialogrutor på en dators bildskärm. Ett välskrivet felmeddelande ger en möjlighet att utreda vad som är fel och åtminstone tillräcklig information för att användaren skall veta hur situationen skall hanteras.

## Kända felmeddelanden
- Bomb (symbol)
- 404 error
- Syntaxfel